# 2005 Las Vegas Desert Classic
2005 Las Vegas Desert Classic – wyniki turnieju Las Vegas Desert Classic w grze dart w 2005 roku. 

## Wyniki mężczyzn

### 1. runda
najlepszy w 3 setach				
- John Part	- Darren Webster	2 - 0
- Alan Warriner	- Erik Clarys	0 - 2
- George Walls	- Wes Newton	0 - 2
- Kevin Painter	- Adrian Lewis	2 - 0
- Ronnie Baxter	- James Wade	1 - 2
- Andy Jenkins	- Andy Smith	2 - 0
- Darin Young	- Andy Hamilton	2 - 0
- Roland Scholten	- Chris Mason	2 - 0
- Denis Ovens	- Ray Carver	1 - 2
- Phil Taylor	- Mark Holden	2 - 0
- John Kuczynski	- Adrian Gray	1 - 2
- Colin Lloyd	- Steve Hine	2 - 0
- Gerry Convery	- Alex Roy	1 - 2
- Mark Dudbridge	- Andy Callaby	1 - 2
- Peter Manley	- Mark Walsh	1 - 2
- Wayne Mardle	- Lionel Sams	2 - 1

### 2. runda
najlepszy w 5 setach				
- Roland Scholten	- James Wade	3 - 1
- Darin Young	- John Part	2 - 3
- Phil Taylor	- Andy Jenkins	3 - 0
- Wayne Mardle	- Andy Callaby	3 - 0
- Colin Lloyd	- Erik Clarys	3 - 0
- Kevin Painter	- Alex Roy	3 - 2
- Ray Carver	- Adrian Gray	3 - 2
- Mark Walsh	- Wes Newton	0 - 3

### Ćwierćfinały
najlepszy w 5 setach			
- Colin Lloyd	- Wayne Mardle	2 - 3
- Roland Scholten	- John Part	1 - 3
- Phil Taylor	- Kevin Painter	3 - 1
- Wes Newton	- Ray Carver	3 - 1

### Półfinały
najlepszy w 7 setach				
- Wayne Mardle	- John Part	4 - 2
- Phil Taylor	- Wes Newton	4 - 0

### Finał
najlepszy w 11 setach				
- Wayne Mardle	- Phil Taylor	1 - 6

## Wyniki kobiet

### Półfinały
najlepsza w 7 legach 
- Trina Gulliver	pokonała	Stacey Bromberg
- Deta Hedman	pokonała	Tricia Wright

### Final
najlepsza w 11 legach				
- Trina Gulliver	- Deta Hedman	6 - 1